# Трахейнодышащие
Трахейноды́шащие, или трахе́йные (лат. Tracheata), — подтип членистоногих, приспособленных к жизни на суше (или вторичноводных), имеющих органы дыхания, образованные системой трахей. Появление специализированных органов дыхания было связано с формированием непроницаемых покровов, развитие которых стимулировалось наземным образом жизни. Совершенствование системы дыхательных органов, в свою очередь способствовало упрочнению покровов этих животных.
В альтернативной классификации, разработанной в начале XXI века, насекомые сильнее связаны с ракообразными и объединяются с ними в кладу Allotriocarida.

## Название
Трахейное дыхание послужило причиной выбора названия этой группы членистоногих — трахейнодышащие. Однако такое название не совсем удачно, поскольку у других подтипов членистоногих встречаются представители, дыхание которых также обеспечивается системами трахей, например хелицеровые.

## Отличительные черты
Органы дыхания образованы системой трахей — воздушных каналов, которые тянутся по всему телу и снабжают клетки организма кислородом, что связано с переходом к существованию на суше. Голова заметно выделена от тела, имеет одну пару усиков и снабжена тремя парами челюстей.

## Систематика
Трахейные включают два надкласса: многоножки (Myriapoda) и шестиногие (Hexapoda). К последним относятся в том числе насекомые — самые прогрессивные представители членистоногих. Численность видов внутри этого таксона чрезвычайно велика, так как одних только видов насекомых по оценкам энтомологов предполагается несколько миллионов. Многоножки представлены всего около 13 тысячами известных видов.